# Östanbäck, Skellefteå kommun
Östanbäck är en bebyggelse i Byske socken i Skellefteå kommun. Området var före 2015 avgränsat till en småort för att därefter räknas som en del av tätorten Ostvik. 
Detta är gammal jordbruksbygd och landskapet är tack vare de stora fälten böljande öppet. Den tätaste bebyggelsen ligger samlad uppe på en långsträckt ås, med utsikt söderut över ängarna.

## Befolkningsutveckling
| Befolkningsutvecklingen i Östanbäck 1960–2010                                                | Befolkningsutvecklingen i Östanbäck 1960–2010 | Befolkningsutvecklingen i Östanbäck 1960–2010 | Befolkningsutvecklingen i Östanbäck 1960–2010 | Befolkningsutvecklingen i Östanbäck 1960–2010 |
| -------------------------------------------------------------------------------------------- | --------------------------------------------- | --------------------------------------------- | --------------------------------------------- | --------------------------------------------- |
|                                                                                              |                                               |                                               |                                               |                                               |
| År                                                                                           |                                               |                                               | Folkmängd                                     | Areal (ha)                                    |
| 1960                                                                                         | 1960                                          |                                               | 185                                           | ¤                                             |
| 1990                                                                                         | 1990                                          |                                               | 145                                           | 28#                                           |
| 1995                                                                                         | 1995                                          |                                               | 155                                           | 30#                                           |
| 2000                                                                                         | 2000                                          |                                               | 145                                           | 30#                                           |
| 2005                                                                                         | 2005                                          |                                               | 126                                           | 32#                                           |
| 2010                                                                                         | 2010                                          |                                               | 122                                           | 32#                                           |
| Anm.: sammanvuxen 2015 med Ostvik ¤ Som tätortsbebyggelse med 150-199 invånare # Som småort. |                                               |                                               |                                               |                                               |